# Circunscripción de Sevenoaks
Sevenoaks es una circunscripción representada en la Cámara de los Comunes del Parlamento británico, ubicada en el condado ceremonial de Kent (Inglaterra). En ella se elige a un Miembro del Parlamento a través del sistema de escrutinio uninominal mayoritario. Según la Oficina Nacional de Estadística del Reino Unido, Sevenoaks tenía 69 925 electores en diciembre de 2010.

## Miembros del Parlamento[2]
| Miembro | Miembro          | Elecciones                                                                  |
| ------- | ---------------- | --------------------------------------------------------------------------- |
|         | Charles Mills    | 1885 y 1886                                                                 |
|         | Henry Forster    | 1892, 1895, 1900, 1906, enero de 1910 y diciembre de 1910                   |
|         | Thomas Bennett   | 1918 y 1922                                                                 |
|         | Ronald Williams  | 1923                                                                        |
|         | Walter Styles    | 1924                                                                        |
|         | Hilton Young     | 1929 y 1931                                                                 |
|         | Charles Ponsonby | 1935 y 1945                                                                 |
|         | John Rodgers     | 1950, 1951, 1955, 1959, 1964, 1966, 1970, febrero de 1974 y octubre de 1974 |
|         | Mark Wolfson     | 1979, 1983, 1987 y 1992                                                     |
|         | Michael Fallon   | 1997, 2001, 2005 y 2010                                                     |

| Partido Conservador Partido Liberal |